# Gino Perego
Gino Perego   (Bèrgam, 1954) és un antic pilot d'enduro italià de renom internacional durant la dècada del 1970. Especialista en petites cilindrades, va ser dues vegades campió d'Europa de 50cc (1978 i 1980). També va guanyar cinc campionats d'Itàlia i tres edicions dels Sis Dies Internacionals d'Enduro en la mateixa cilindrada, alhora que va formar part de l'equip italià que va guanyar el vas d'argent als Sis Dies el 1978.
Gino Perego va regentar durant anys un concessionari de Yamaha a Bèrgam.

## Palmarès
- 2 Campionats d'Europa d'enduro 50cc (1978, 1980)
- 1 Victòria al Vas d'argent dels ISDE (1978, a Värnamo, Suècia)
- 3 Victòries de classe en 50cc als ISDE (1975, 1977, 1979)
- 5 Campionats d'Itàlia d'enduro 50cc (1973, 1975-1976, 1978, 1980)